# El Serrallo
El Serrallo és el barri marítim i portuari de la ciutat de Tarragona.
Té els seus inicis a mitjan segle xix, moment en què, per a la construcció de la línia de ferrocarril Tarragona-Reus-Montblanc-Lleida i l'ampliació del port de Tarragona, calgué expropiar els terrenys del costat del sorral, lloc on habitaven els pescadors, que foren desplaçats a la platja de Llatzeret i autoritzats a aixecar casetes, sempre que fossin fetes de fusta i sobre rodes a fi de facilitar-ne el trasllat quan això convingués a les autoritats militars. Aquest es considera l'inici del barri. També a partir d'aleshores és quan es començaria a conèixer el barri com "el Serrallo", nom que prové de la Guerra d'Àfrica 1859-1860.
No obstant això, Tarragona té una llarga tradició d'activitat pesquera documentada des del segle xiii; les botigues de mar, barraques de fusta, es documenten des del segle xiv, escampades per la platja del Miracle i més endavant per la zona de la desembocadura del Francolí. Durant el segle xviii la gent de la mar vivia a l'interior de la ciutat, especialment a la Part Alta; l'any 1736 hi havia 6 mariners i 27 pescadors amb casa pròpia; no eren tots, els més pobres seguien habitant a la platja que hi havia davant del carrer del mar.
A començament de segle, l'any 1803, es creà una junta amb l'objectiu de traçar la planificació de la zona marítima; poc després, l'any 1806, es documenta la planificació del barri a càrrec de l'enginyer Antoni López Sopella. No fou però fins a l'any 1868 que s'autoritzaren ja les construccions definitives; a poc a poc s'anà guanyant terreny al mar, augmentà la construcció d'habitatges i s'hi feu un moll pesquer. L'arquitectura de les cases és senzilla, i el barri té un aire d'arquitectura marinera que el fa singular enfront d'altres barris tarragonins; els carrers també són estrets i amb poca ventilació. En poc temps, l'any 1880, es construí l'església de Sant Pere damunt del fortí del Francolí. Un dels principals promotors del barri va ser Anicet Espinach, financer i banquer d'origen barceloní. Les barques de pescadors, tot i les millores urbanístiques que s'anaren fent al barri, continuaven avarant-se a la platja que hi havia al final del moll de costa, al costat de l'església de Sant Pere, i també al dic transversal. Les inundacions però provocaren destrosses materials i humanes, i la solució era la construcció d'un moll de pescadors que es plantejà durant la II República però no es va poder realitzar fins a l'any 1942. Del 1946 data l'edifici de la llotja i de les primeres escoles.
El barri però va començar a deshabitar-se entre els anys 1965 i 1970, quan l'Institut Social de la Marina va construir habitatges per als pescadors fora del barri, més dignes que els anteriors, fet que va tenir com a conseqüència que alguns edificis quedessin buits i en pocs temps es deterioressin. Més endavant, cap a mitjan anys vuitanta, es desplega un moviment veïnal, Salvem el Serrallo, que vol la reurbanització del barri i demana la implicació del Port de Tarragona i de l'Ajuntament; ben aviat, el 1986 sorgeixen un conjunt de mesures amb l'objectiu d'aturar la degradació del barri, amb el nucli unificador de l'església de Sant Pere. Són anys en què hi ha una revifalla cultural, especialment des de la parròquia (Els pastorets, La passió del Serrallo) i des de l'impuls a les festes tradicionals com les festes de Sant Pere o del Carme.
Així, el Serrallo és un dels barris més proporcionalment moguts i dels més emblemàtics, tant que l'Ajuntament de Tarragona ja s'ha proposat promocionar-ho com a valor turístic.
El barri mariner té tot un seguit d'associacions, moltes de les quals participen activament en actes de caràcter festiu, cultural i religiós a la ciutat de Tarragona i altres indrets:
- Gremi de Marejants (dos passos de Setmana Santa i tres bandes de timbals, 1713)
- La Presa de Jesús (pas de Setmana Santa i banda de timbals, 1955)
- Agrupació Coral del Serrallo (coral, 1970)
- Xiquets del Serrallo (colla castellera, 1988)
- Gegants del Serrallo (colla gegantera i grallera, 1990)
- Diables Voramar i Víbria de Tarragona (colla de diables i bèstia de foc, 1990 i 1993 respectivament)

Pel que fa a les festes pròpies del barri, cal dir que en tenen dues, el 29 de juny Sant Pere (patró del barri mariner) i el 16 de juliol la Verge del Carme (patrona del Serrallo).
Quant a teixit comercial, és la zona on podrem trobar més establiments de restauració relacionats amb el món de la mar. La resta són petits comerços de barri que es veuen beneficiats per la mateixa vida que s'hi desenvolupa, no sent així un simple barri residencial tot i l'allunyament del centre.